# Steffenschöni

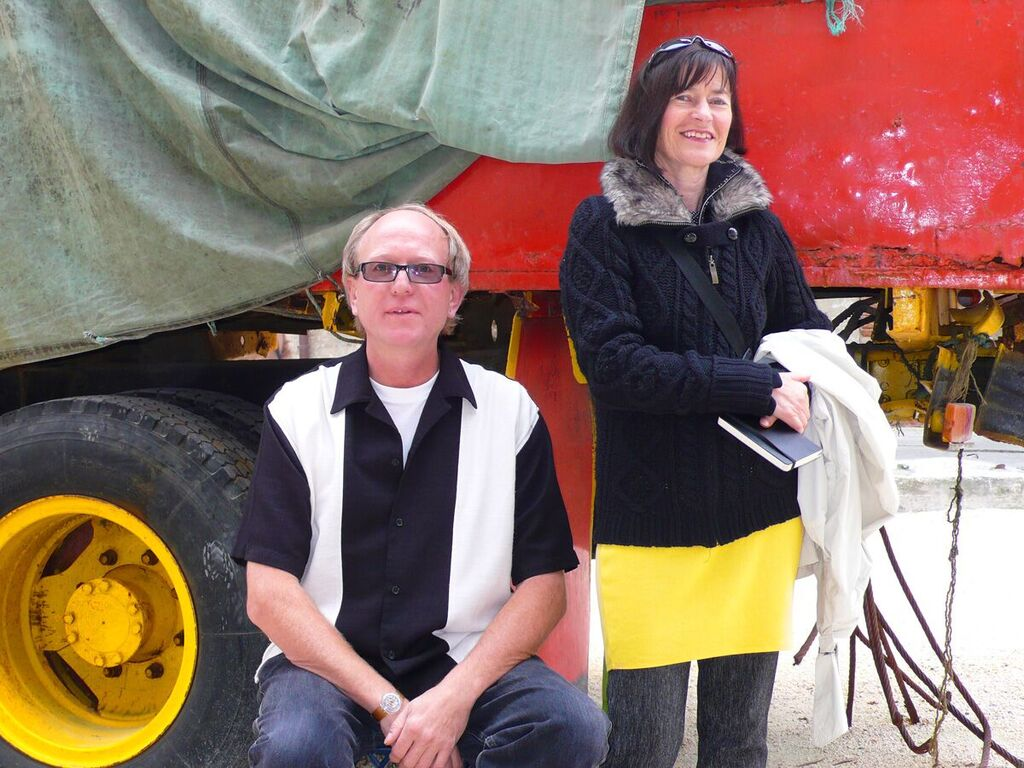
Karl Steffen und Heidi Schöni

steffenschöni ist ein Schweizer Künstlerduo, bestehend aus Heidi Schöni und Karl Steffen.

## Biografie
Heidi Schöni (* 1953) machte eine Ausbildung zur Primarlehrerin und besuchte die Fachklasse an der Zürcher Hochschule der Künste, ZHdK. Seit 1981 ist sie freischaffende Künstlerin und Dozentin.
Karl Steffen (* 1953) absolvierte eine Ausbildung als Chemielaborant an der ETH Zürich. Es folgte eine Weiterbildung in Biochemie und Fotografie an der University of Florida und am Salzburg College. Seit 1980 ist er Künstler und Instruktor.
steffenschöni leben und arbeiten in Schmidshof, Schweiz.

## Werk
Das Künstlerduo arbeitet seit 1989 unter dem Label steffenschöni. Installationen mit Video, Fotografie und Materialien wie Styropor, Fundstücken, Resten von Hausabbrüchen, Pflanzenteilen, ortsspezifischen Artefakten und selbst hergestellten Fragmenten. Seit ihrer Zusammenarbeit mit der Multimediagruppe Halle K  entwickeln sich die Projekte von steffenschöni als eine Art Sampling, das ein Konglomerat von thematischen Feldern erzeugt, aktuelle und historische Bezüge  herstellt sowie auch die aktuelle Position, Ressourcen und Arbeitsinstrumentarium mit einbezieht. Diese Haltung verbinden sie mit der Lust am Suchen, Finden und Verbinden sowie mit der Passion für Medientüftelei und handwerklicher und gärtnerischer Basisarbeit.

## Arbeiten

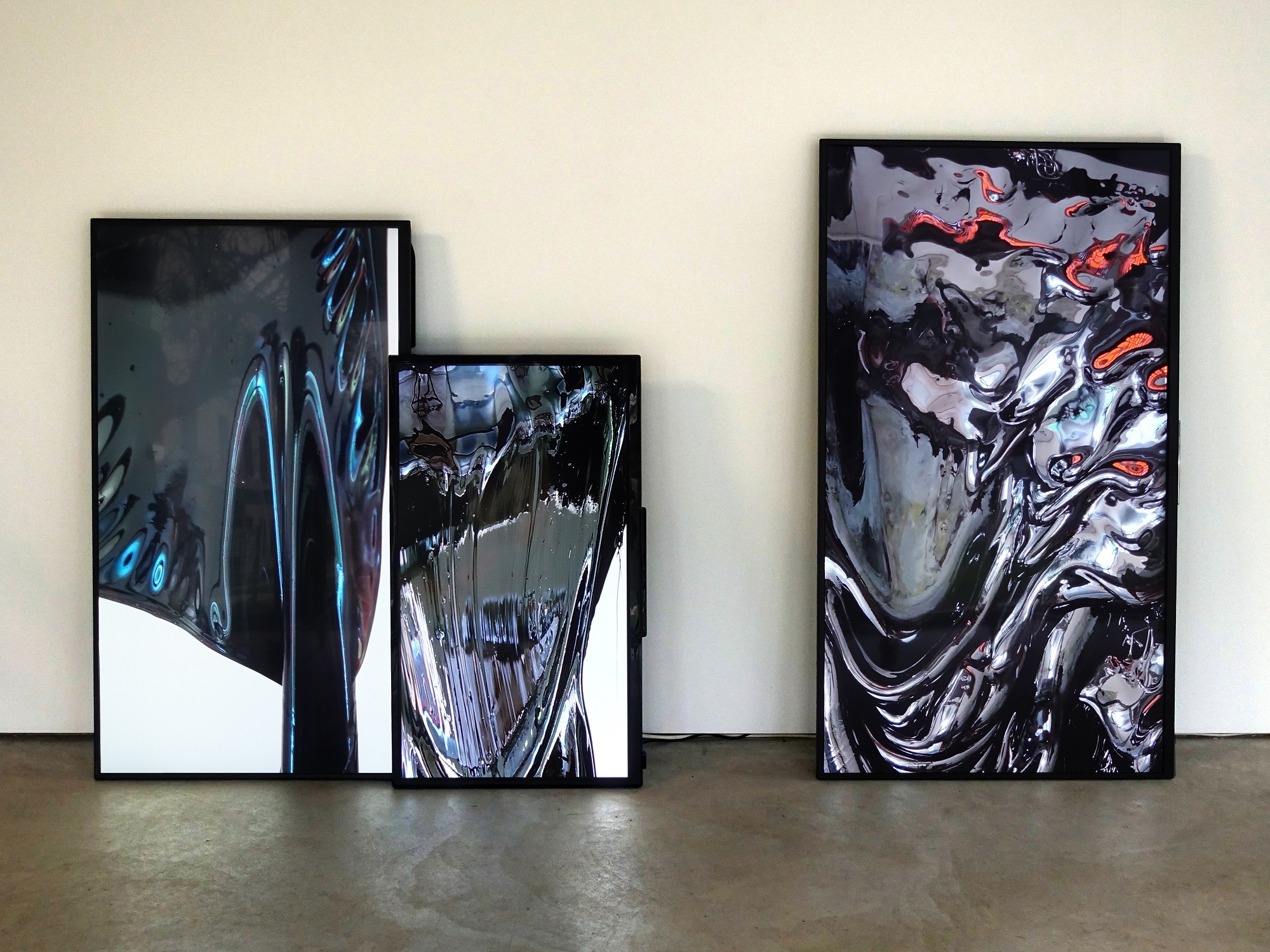
"Back to Black", Galerie widmertheodoridis, Eschlikon, 2018

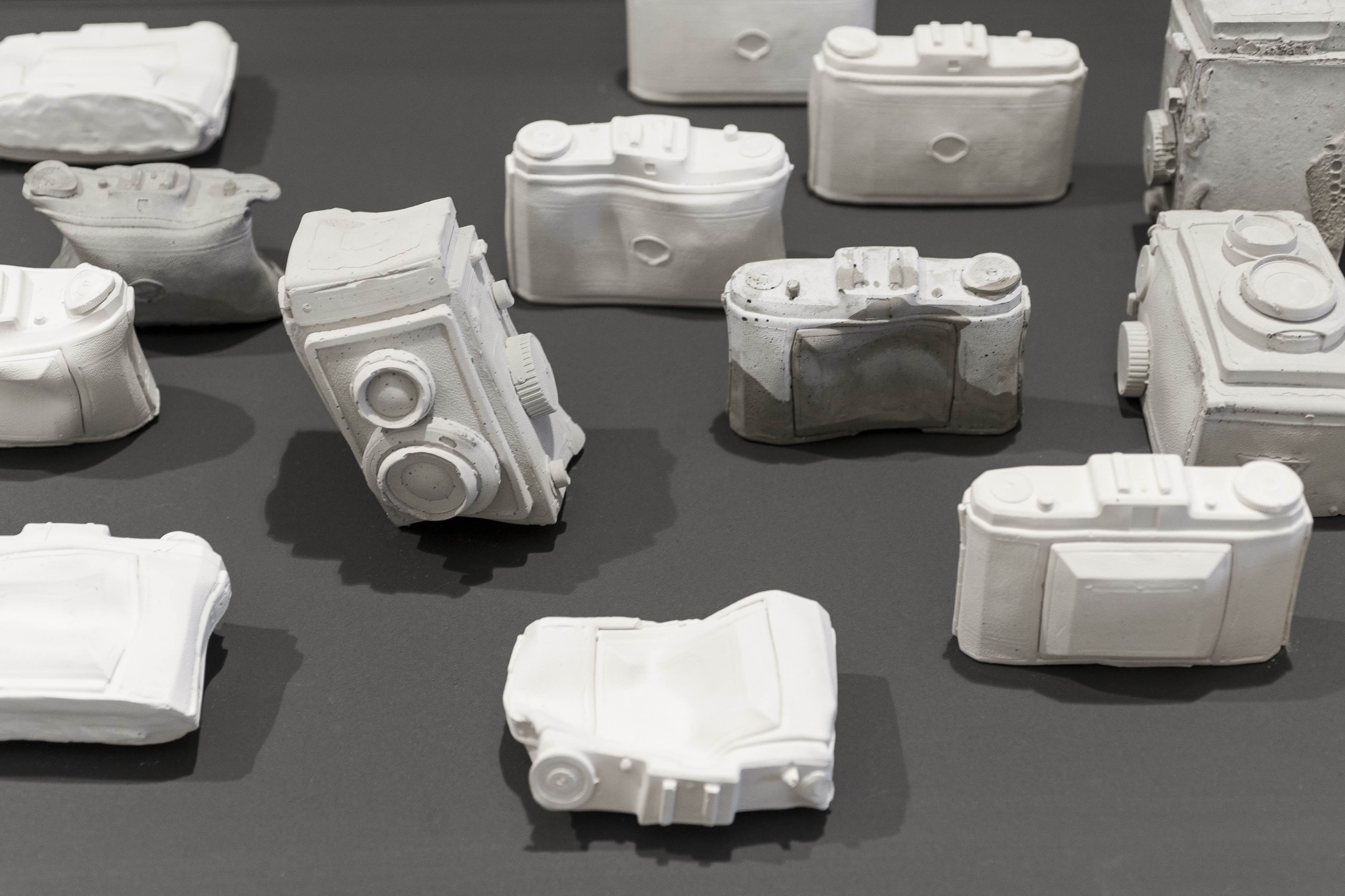
"RAW Material", Kunstmuseum Thurgau, 2018

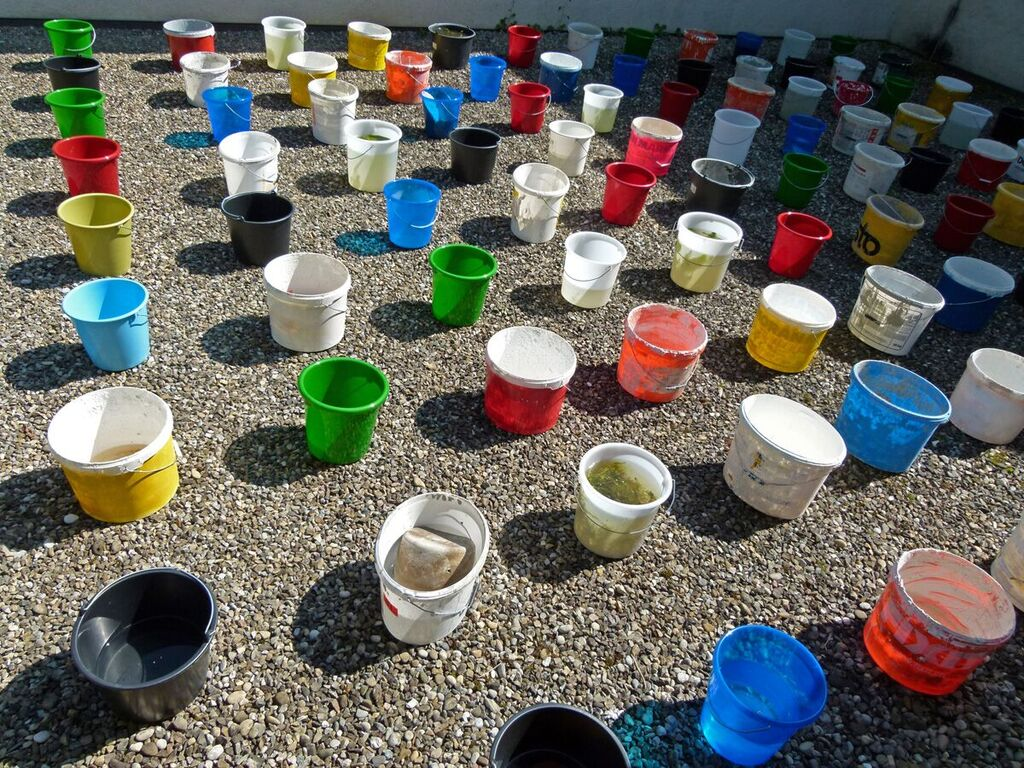
"Nix", Gartenträume-Traumgärten, Kunstmuseum Thurgau, Kartause Ittingen, 2014

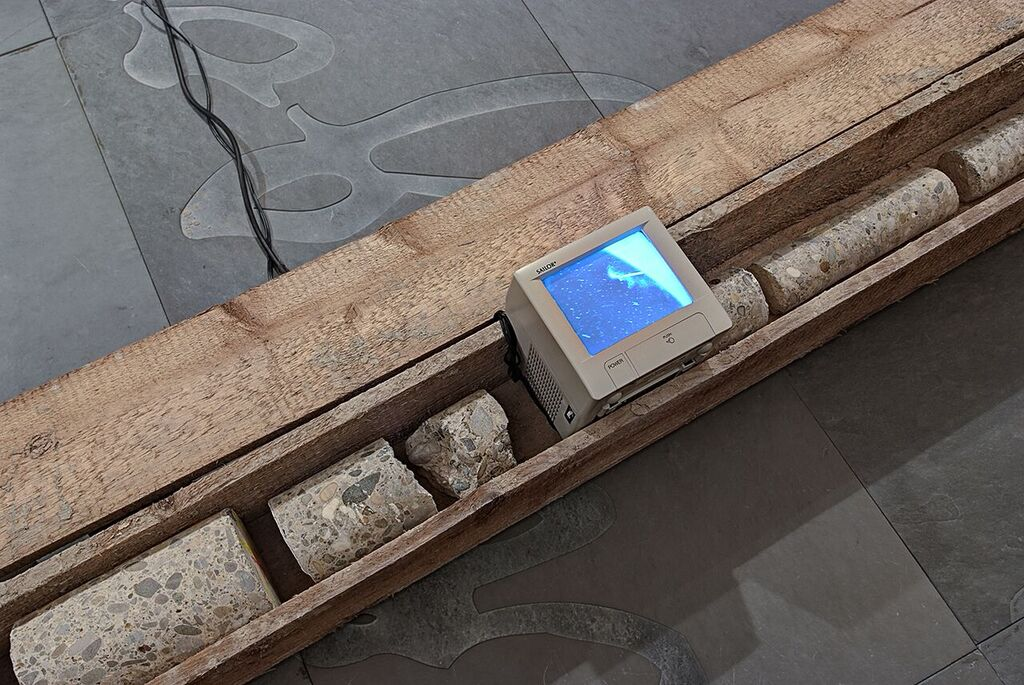
"Core", Werkschau Thurgau, Kunstmuseum Thurgau, Kartause Ittingen, 2013

### Soloprojekte
- 2020 "Opaion", Ottenegg, Fischingen
- 2018 "Back to Black", Galerie widmertheodoridis, Eschlikon
- 2018 "Pitch Drop", Hiltibold, St. Gallen
- 2016 "Weiss und Weiter", Galerie widmertheodoridis, Eschlikon
- 2012 “Projektraum”, Galerie Adrian Bleisch, Arbon
- 2004 “seestück; basic(s)II”, Hafenareal Romanshorn
- 2003 „BASIC(S)“, Kunsthalle Arbon
- 1998 „Projektionen“, Kunsthalle" Wil
- 1997 „Blue Prints“, Kunstraum Kreuzlingen
- 1991 „EiS“, Stellmacherhaus Weinfelden und U-Galerie Zürich

### Gruppenprojekte
- 2020 "Flatland", Geiler Block Arbon
- 2019 "niello", Installation mit Bitumen und Audio, Kunsthalle[n] Toggenburg
- 2018 "RAW Material", Kunstmuseum Thurgau
- 2016 "meer teilen : share more", MSU Zagreb und shed Frauenfeld
- 2016 "white on wood", Weiertal Winterthur
- 2015 SingenKunst Kunstmuseum Singen.
- 2014 „Gartenträume-Traumgärten“, Kunstmuseum Thurgau, Kartause Ittingen
- 2013 „Aktuelle Positionen“, Museum Bickel, Walenstadt
- 2012 „Konglomerate“, Kunsthalle Neuwerk, Konstanz
- 2010 „Small Dig“, Lichtinseln II, Insel Siebenbergen, Kassel
- 2008 „A4 / Aggregat 4“, Nothing to declare, 4. Triennale, Friedrichshafen

## Publikationen
- SingenKunst 2015. Katalog, Kunstverein Singen, 2015.
- Hatake. Broschüre, Neidhart, C., Preisser, M., Verlag Benteli, 2012 (Publikationsreihe «facetten» der Kulturstiftung des Kantons Thurgau)
- Lichtinseln. Katalog, Hutter, M., Thol, H., Hannover/Kassel, 2009.
- zeroposition. Buch, steffenschöni, Niggli-Verlag Sulgen, 2008 (Projekte 1987 bis 2007)
- Nothing to declare. 4. Triennale Friedrichshafen, Katalog, Drabble, B., Messmer, D., Omlin, S., Nürnberg, 2008.
- Strandgut. Katalog, Bienz, F., Tekenbroek, I., Fritz, U., Schatz, C., Horn, 2007.